# Juan Elía
Pour les articles homonymes, voir Elia.
Juan José Elía Vallejo, né le 24 janvier 1979 à Pampelune en Espagne, est un footballeur espagnol évoluant au poste de gardien de but.

## Biographie
Juan Elía évolue principalement en faveur du CA Osasuna, son club formateur. Il dispute avec cette équipe 40 matchs en première division. Il joue également deux matchs en Coupe de l'UEFA lors de la saison 2006-2007.

## Palmarès
- Finaliste de la Coupe d'Espagne en 2005 avec le CA Osasuna